# Ed Nijpels

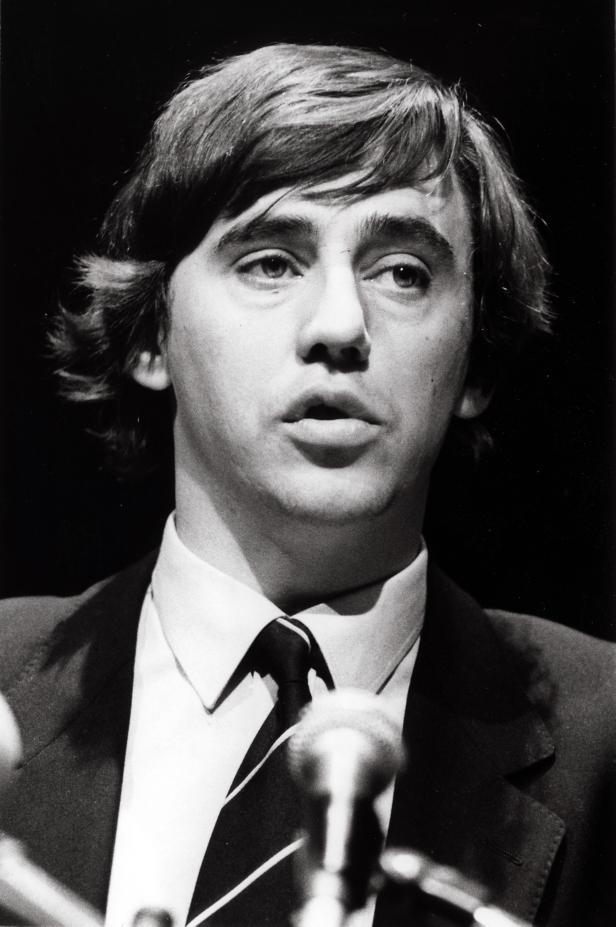
Ed Nijpels (1983)

Eduardus Hermannus Theresia Maria „Ed“ Nijpels (* 1. April 1950 in Den Helder, Noord-Holland) ist ein niederländischer Politiker (VVD). Er war von 1982 bis 1986 Fraktionsvorsitzender und politischer Leiter seiner Partei, anschließend bis 1989 Bau- und Umweltminister der Niederlande. Von 1999 bis 2008 war Nijpels Kommissar der Königin (Gouverneur) in der Provinz Friesland.
Nach seinem Jurastudium arbeitete Nijpels drei Jahre als Lehrer für Gesellschaftskunde. Er wurde mit 18 Jahren Mitglied der VVD und war von 1973 bis 1976 landesweiter Vorsitzender von deren Jugendorganisation JOVD. Bei der Parlamentswahl 1977 zog er in die Zweite Kammer des niederländischen Parlaments ein, der er während drei Legislaturperioden bis 1986 angehörte. 
Mit 32 Jahren wurde er 1982 Fraktionsvorsitzender der VVD und Spitzenkandidat (lijsttrekker) für die Parlamentswahl im selben Jahr. Bei dieser erreichte seine Partei mit 23,1 Prozent der Stimmen und 36 der 150 Sitze in der Zweiten Kammer ihr bis dahin bestes Ergebnis. Die VVD ging anschließend eine Koalition mit der christdemokratischen CDA ein (Kabinett Lubbers I), Nijpels entschied sich aber zunächst gegen ein Ministeramt und blieb als Fraktionsvorsitzender im Parlament. Bei der Parlamentswahl 1986 fiel die VVD unter Nijpels Führung auf 17,4 Prozent und verlor 9 Sitze. Danach übergab Nijpels den Fraktionsvorsitz an Joris Voorhoeve und wurde Minister für Wohnen, Raumplanung und Umwelt (VROM) im Kabinett Lubbers II. Nach der Parlamentswahl 1989 kehrte er noch einmal als Abgeordneter in die Zweite Kammer zurück, wo die VVD nun in der Opposition war. 
Ende der 1980er Jahre war Nijpels Ko-Moderator des Fernsehprogramms Aktua in bedrijf (Aktuelles im Betrieb) beim Sender TROS. Von 1990 bis 1995 war er Bürgermeister der Stadt Breda. Anschließend war Nijpels bis 1989 Vorsitzender des Verwaltungsrats des gemeinsamen Dienstes für Arbeitsschutz (Arbodienst) der zwölf niederländischen Provinzen. Königin Beatrix ernannte ihn zu Jahresbeginn 1999 zu ihrem Kommissar (d. h. obersten Regierungsvertreter) in der Provinz Friesland. Dieses Amt hatte Nijpels bis Mai 2008 inne.
In dem 2003 veröffentlichten Film De Schippers van de Kameleon spielte Nijpels sich selbst in seiner Funktion als Kommissar der Königin in Friesland. Auch sein Sohn Boyan spielt hierin eine kleine Rolle.